# Línea 7 del Metrobús de la Ciudad de México
La Línea 7 del Metrobús de la Ciudad de México es la séptima línea del Metrobús de la Ciudad de México. Cruza la ciudad de norte a poniente sobre el Paseo de la Reforma, desde el Monumento a los Indios Verdes al Campo Marte. Fue inaugurada el 5 de marzo de 2018. Cuenta con 31 estaciones ubicadas en las alcaldías Gustavo A. Madero, Cuauhtémoc y Miguel Hidalgo. La línea está construida con estaciones de piso bajo y es la única del sistema en utilizar autobuses de doble piso.
Tiene transbordo con la línea 1 en las estaciones Indios Verdes, París, Reforma y Hamburgo; con la línea 3 en la estación Hidalgo; con la línea 4 en las estaciones Hidalgo y Amajac; y con la línea 6 en las estaciones Hospital Infantil La Villa, De Los Misterios y Delegación Gustavo A. Madero.

## Historia
El 29 de junio de 2015 el Gobierno del Distrito Federal anunció la construcción de la línea 7 sobre el Paseo de la Reforma con el nombre «Metrobús Reforma». El proyecto inicial contemplaba conectar el Monumento a los Indios Verdes en el norte de la Ciudad con Fuente de Petróleos en el occidente de la urbe mediante 32 estaciones. Para preservar el entorno del Bosque de Chapultepec y la zona de monumentos del Paseo de la Reforma, la línea fue diseñada para utilizar autobuses de piso bajo y estaciones a nivel de piso, en lugar de las estaciones elevadas habituales del Metrobús. Adicionalmente se complementó el parque vehicular con el uso de autobuses de dos pisos.
El 24 de enero de 2017 inició la obra de la línea 7 con la construcción del carril confinado sobre el Paseo de la Reforma a partir del carril para microbuses de la misma avenida. El 12 de junio se ordenó la suspensión temporal del proyecto debido a un amparo realizado por una asociación civil que reclamó por el daño potencial al entorno protegido del Bosque de Chapultepec. La obra se reanudó el 29 de junio, después de que el Instituto Nacional de Antropología e Historia emitiera un permiso en favor de la construcción de la línea 7, bajo la condición de no afectar a la flora, obras artísticas y monumentos históricos de la zona.
La construcción de la estación terminal en Fuente de Petróleos recibió oposición de los habitantes de la zona, por considerar que la estación y la vía de retorno del Metrobús afectarían el tránsito en la zona. En consecuencia, el Gobierno de la Ciudad de México decidió cancelar la estación y finalizar la línea en la estación Campo Marte. La construcción del norte de la ruta fue criticada por la tala de árboles en la Calzada de los Misterios para la edificación de los carriles de Metrobús.
La línea 7 fue inaugurada el 5 de marzo de 2018 por el Jefe de Gobierno de Ciudad de México, Miguel Ángel Mancera.

## Rutas
| Ruta                       | Inicio                 | Final                      | Estaciones |
| -------------------------- | ---------------------- | -------------------------- | ---------- |
| Completa                   | Campo Marte            | Indios Verdes              | 31         |
| Hospital Infantil La Villa | Campo Marte            | Hospital Infantil La Villa | 30         |
| La Diana                   | Indios Verdes          | La Diana                   | 25         |
| Campo Marte                | Garibaldi              | Campo Marte                | 15         |
| Alameda Tacubaya           | Glorieta de Cuitláhuac | Alameda Tacubaya           | 14         |

## Estaciones
| Estación                     | Iconografía                                            | Inauguración       | Alcaldía          | Tipo de estación    | Rutas                                                                                       | Conexiones |
| ---------------------------- | ------------------------------------------------------ | ------------------ | ----------------- | ------------------- | ------------------------------------------------------------------------------------------- | --- |
| Campo Marte                  | «Águila de la Luz» de Agustín Hernández Navarro        | 5 de marzo de 2018 | Miguel Hidalgo    | Terminal            | - Completa - Hospital Infantil La Villa                                                     | Otros servicios - Alquiler de Ecobici                                                                               |
| Auditorio                    | Fachada del Auditorio Nacional                         | 5 de marzo de 2018 | Miguel Hidalgo    | Paso                | - Completa - Hospital Infantil La Villa                                                     | Otros servicios - Alquiler de Ecobici - Auditorio                                                                   |
| Antropología                 | Logo del Instituto Nacional de Antropología e Historia | 5 de marzo de 2018 | Miguel Hidalgo    | Paso                | - Completa - Hospital Infantil La Villa                                                     | Otros servicios - Alquiler de Ecobici                                                                               |
| Gandhi                       | Silueta de Mahatma Gandhi                              | 5 de marzo de 2018 | Miguel Hidalgo    | Paso                | - Completa - Hospital Infantil La Villa                                                     | Otros servicios - Alquiler de Ecobici                                                                               |
| Chapultepec                  | Chapulín                                               | 5 de marzo de 2018 | Cuauhtémoc        | Paso                | - Completa - Hospital Infantil La Villa                                                     | Otros servicios - Chapultepec - Chapultepec - Chapultepec - Alquiler de Ecobici                                     |
| La Diana                     | Fuente de la Diana Cazadora                            | 5 de marzo de 2018 | Cuauhtémoc        | Paso                | - Completa - Hospital Infantil La Villa                                                     | Otros servicios - Alquiler de Ecobici                                                                               |
| El Ángel                     | Monumento a la Independencia                           | 5 de marzo de 2018 | Cuauhtémoc        | Paso                | - Completa - Hospital Infantil La Villa                                                     | Otros servicios - Alquiler de Ecobici                                                                               |
| El Ahuehuete                 | Ahuehuete                                              | 5 de marzo de 2018 | Cuauhtémoc        | Paso                | - Completa - Hospital Infantil La Villa                                                     | Otros servicios - Alquiler de Ecobici                                                                               |
| Hamburgo                     | Castillo y río                                         | 5 de marzo de 2018 | Cuauhtémoc        | Paso                | - Completa - Hospital Infantil La Villa                                                     | Correspondencia - Línea 1 Otros servicios - Alquiler de Ecobici                                                     |
| Reforma                      | Monumento a la Independencia                           | 5 de marzo de 2018 | Cuauhtémoc        | Paso                | - Completa - Hospital Infantil La Villa                                                     | Correspondencia - Línea 1 Otros servicios - Alquiler de Ecobici                                                     |
| París                        | Arco de Triunfo de París                               | 5 de marzo de 2018 | Cuauhtémoc        | Paso                | - Completa - Hospital Infantil La Villa                                                     | Correspondencia - Línea 1 Otros servicios - Alquiler de Ecobici                                                     |
| Amajac                       | Escultura de la Joven de Amajac                        | 5 de marzo de 2018 | Cuauhtémoc        | Paso                | - Completa - Hospital Infantil La Villa                                                     | Correspondencia - Línea 4 Otros servicios - Alquiler de Ecobici                                                     |
| El Caballito                 | «Cabeza de caballo» de Enrique Carbajal                | 5 de marzo de 2018 | Cuauhtémoc        | Paso                | - Completa - Hospital Infantil La Villa                                                     | Correspondencia - Línea 3 - Línea 4 Otros servicios - Alquiler de Ecobici                                           |
| Hidalgo                      | Busto de Miguel Hidalgo                                | 5 de marzo de 2018 | Cuauhtémoc        | Paso                | - Completa - Hospital Infantil La Villa                                                     | Correspondencia - Línea 3 - Línea 4 Otros servicios - Hidalgo - Hidalgo - Alquiler de Ecobici                       |
| Glorieta Violeta             | Círculo de flores                                      | 5 de marzo de 2018 | Cuauhtémoc        | Paso                | - Completa - Hospital Infantil La Villa - Alameda Tacubaya - Indios Verdes                  | |
| Garibaldi                    | Guitarra y sarape                                      | 5 de marzo de 2018 | Cuauhtémoc        | Paso                | - Completa - Hospital Infantil La Villa - Campo de Marte - Alameda Tacubaya - Indios Verdes | Otros servicios - Garibaldi-Lagunilla - Garibaldi-Lagunilla                                                         |
| Glorieta Cuitláhuac          | Glorieta de Cuitláhuac                                 | 5 de marzo de 2018 | Cuauhtémoc        | Paso                | - Completa - Hospital Infantil La Villa - Alameda Tacubaya - Indios Verdes                  | |
| Tres Culturas                | Conjunto Urbano Nonoalco Tlatelolco                    | 5 de marzo de 2018 | Cuauhtémoc        | Paso                | - Completa - Hospital Infantil La Villa                                                     | |
| Peralvillo                   | Fachada de la Garita de Peralvillo                     | 5 de marzo de 2018 | Cuauhtémoc        | Paso                | - Completa - Hospital Infantil La Villa                                                     | |
| Mercado Beethoven            | Fachada del Mercado Beethoven                          | 5 de marzo de 2018 | Cuauhtémoc        | Paso                | - Completa - Hospital Infantil La Villa                                                     | |
| Misterios                    | Capilla                                                | 5 de marzo de 2018 | Cuauhtémoc        | Paso                | - Completa - Hospital Infantil La Villa                                                     | Otros servicios - Misterios                                                                                         |
| Clave                        | Clave de sol en un pentagrama                          | 5 de marzo de 2018 | Gustavo A. Madero | Paso                | - Completa - Hospital Infantil La Villa                                                     | |
| Robles Domínguez             | Giroplano                                              | 5 de marzo de 2018 | Gustavo A. Madero | Paso                | - Completa - Hospital Infantil La Villa                                                     | Otros servicios - Robles Domínguez                                                                                  |
| Excélsior                    | Zapato                                                 | 5 de marzo de 2018 | Gustavo A. Madero | Paso                | - Completa - Hospital Infantil La Villa                                                     | |
| Necaxa                       | Presa Necaxa                                           | 5 de marzo de 2018 | Gustavo A. Madero | Paso                | - Completa - Hospital Infantil La Villa                                                     | |
| Avenida Talismán             | Herradura                                              | 5 de marzo de 2018 | Gustavo A. Madero | Paso                | - Completa - Hospital Infantil La Villa                                                     | |
| Garrido                      | Corona                                                 | 5 de marzo de 2018 | Gustavo A. Madero | Correspondencia     | - Completa - Hospital Infantil La Villa                                                     | Correspondencia - Línea 6 Otros servicios - La Villa-Basílica                                                       |
| Delegación Gustavo A. Madero | Logo de la Alcaldía Gustavo A. Madero                  | 5 de marzo de 2018 | Gustavo A. Madero | Paso unidireccional | - Completa - Hospital Infantil La Villa                                                     | Correspondencia - Línea 6                                                                                           |
| Hospital Infantil La Villa   | Niño dentro del símbolo de la Cruz Roja                | 5 de marzo de 2018 | Gustavo A. Madero | Paso unidireccional | - Completa - Hospital Infantil La Villa                                                     | Correspondencia - Línea 6                                                                                           |
| De los Misterios             | Capilla                                                | 5 de marzo de 2018 | Gustavo A. Madero | Paso unidireccional | - Completa - Hospital Infantil La Villa                                                     | Correspondencia - Línea 6                                                                                           |
| Indios Verdes                | Monumento a los Indios Verdes                          | 5 de marzo de 2018 | Gustavo A. Madero | Terminal            | - Completa                                                                                  | Correspondencia - Línea 1 - Línea 3 Otros servicios - Indios Verdes - Indios Verdes - Indios Verdes - Indios Verdes |

### Cambios de nombre
| Nombre previo     | Iconografía previa         | Nombre nuevo | Iconografía nueva               | Fecha del cambio      |
| ----------------- | -------------------------- | ------------ | ------------------------------- | --------------------- |
| Glorieta de Colón | Estatua de Cristóbal Colón | Amajac       | Escultura de la Joven de Amajac | 12 de octubre de 2023 |
| La Palma          | Palmera                    | El Ahuehuete | Ahuehuete                       | 12 de octubre de 2023 |